# André d’Urtubie
André d’Urtubie (André de Gamboa d’Alzaté, d’Urtubie), né le 1er juin 1707 à Urrugne et mort le 31 mai 1767 dans la même commune, est un officier de marine et aristocrate du XVIIIe siècle. Il sert pendant la guerre de Sept Ans. Commandant de vaisseaux, il termine sa carrière avec le rang de chef d'escadre des armées navales.

## Biographie

### Origines et famille
André d’Urtubie, né le 1er juin 1707 à Urrugne, est le fils d’Henri d’Urtubie (1669 - 1731) et de Jeanne de Laborde. Son père, dont les noms et titres sont Henri de Gamboa d’Alzaté, chevalier, vicomte d’Urtubie, est lui-même capitaine de vaisseau du roi et commande la marine de Bayonne.

### Carrière
André d'Urtubie s'engage comme garde-marine le 23 juillet 1724. Il devient lieutenant le 1er mai 1741, puis capitaine le 1er avril 1748. Il accède au rand de chef d'escadre le 1er octobre 1764.
En 1757, il est présent à Louisbourg, sur l'île Royale, comme commandant du Dauphin Royal, dans l'importante concentration navale chargée de défendre la place. Il participe ensuite à la bataille des Cardinaux sur le même navire, le 20 novembre 1759, dans l'escadre blanche commandée par Joseph-Marie Budes de Guébriant. Fuyant le champ de bataille après l'engagement qui a vu la destruction de l'arrière garde, il parvient à se réfugier à Rochefort.